# Folkabbestia
O Folkabbestia é uma banda italiana formada em 1994, em Bari. Entraram no Guinness em novembro de 2003, ao tocar a mesma música por 30 horas consecutivas, em Milão.